# Institut brésilien de géographie et de statistique
L'Institut brésilien de géographie et de statistique,,, (portugais : Instituto Brasileiro de Geografia e Estatística, parfois traduit avec « statistiques » au pluriel,,), abrégé IBGE, est l'agence responsable de la collecte de données statistiques, géographiques, cartographiques, géodésiques et environnementales au Brésil.
Il a été créé le 26 janvier 1983 et s'occupe notamment des recensements et de la publication des données officielles de population ainsi que des recensements agricoles.